# 327
327 (CCCXXVII) var ett normalår som började en söndag i den julianska kalendern.

## Händelser

### Okänt datum
- För att lösa problemet med bristen på arbetskraft ute i provinserna bestämmer Konstantin den store, att landsbygdsslavar endast får säljas i den provins där de bor.
- Kristendomen antas som statsreligion i Georgien.
- Katedralen i Antiochia börjar byggas.